# Zikula
Zikula è sia un CMS che un Framework per applicazioni web pubblicato sotto la GNU General Public License. Può essere utilizzato per sviluppare siti e applicazioni web robusti, sicuri, interattivi e cooperativi. Zikula è scritto in PHP, è orientato agli oggetti ed è completamente modulare. Richiedere l'utilizzo di un database a scelta tra MySQL, PostgreSQL e MSSQL.

## Nome e logo
Il nome e il logo di Zikula sono stati studiati e realizzati da Strategic Name Development Inc. Il nome Zikula prende ispirazione da diverse parole Zulu, una della lingue ufficiali del Sud Africa, nella quale «Zila ukudla» significa veloce e «Lula» significa facile, due caratteristiche del software:
«The Zikula brand name was created from several Zulu words, one of the official languages of South Africa, where “Zila ukudla” means fast and “Lula” means easy, which are the main attributes of the software.»

## Caratteristiche
- Completamente basato su modelli (template), facilmente personalizzabile mediante i temi
- Gruppi personalizzabili e permessi granulari
- Ricerca interna al sito
- Ottimizzato per i motori di ricerca (URL brevi, XHTML, ecc.)
- Supporto multilingua
- Tradotto in molte lingue, tra cui l'italiano
- Numerosi moduli disponibili

## Comunità
Zikula ha diverse comunità e siti di supporto, ufficiali e non, sparsi in giro per il mondo. 